# Protorthemis celebensis
Protorthemis celebensis – gatunek ważki z rodziny ważkowatych (Libellulidae).